# Fokker F27 Friendship
El Fokker F27 Friendship es un avión de transporte de pasajeros, construido por la empresa neerlandesa Fokker durante la década de 1950.
Al finalizar su producción se habían construido 586 unidades (incluyendo 206 de Fairchild), convirtiéndose en el avión turbopropulsado más exitoso de la historia. Actualmente muy pocos continúan en servicio, habiendo servido en más de 150 aerolíneas y 32 fuerzas aéreas alrededor del mundo.

## Diseño y desarrollo

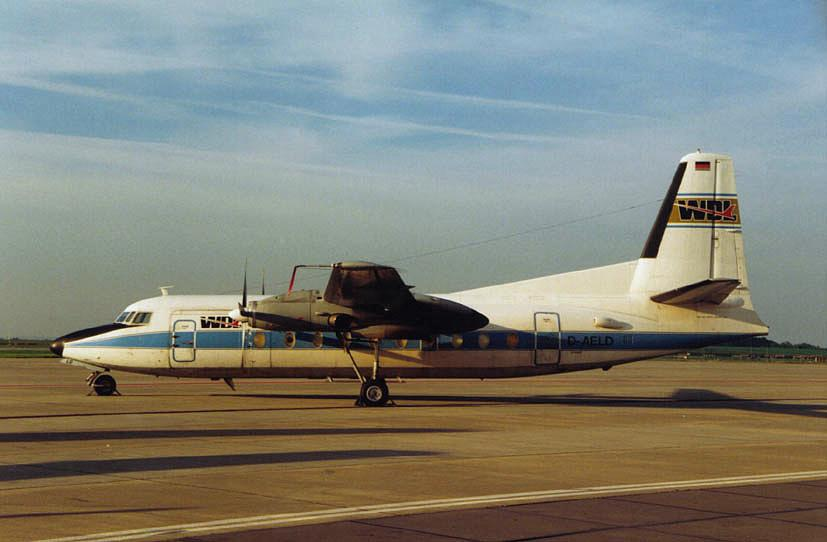
F27-600 de Westdeutsche Luftwerbung (WDL).

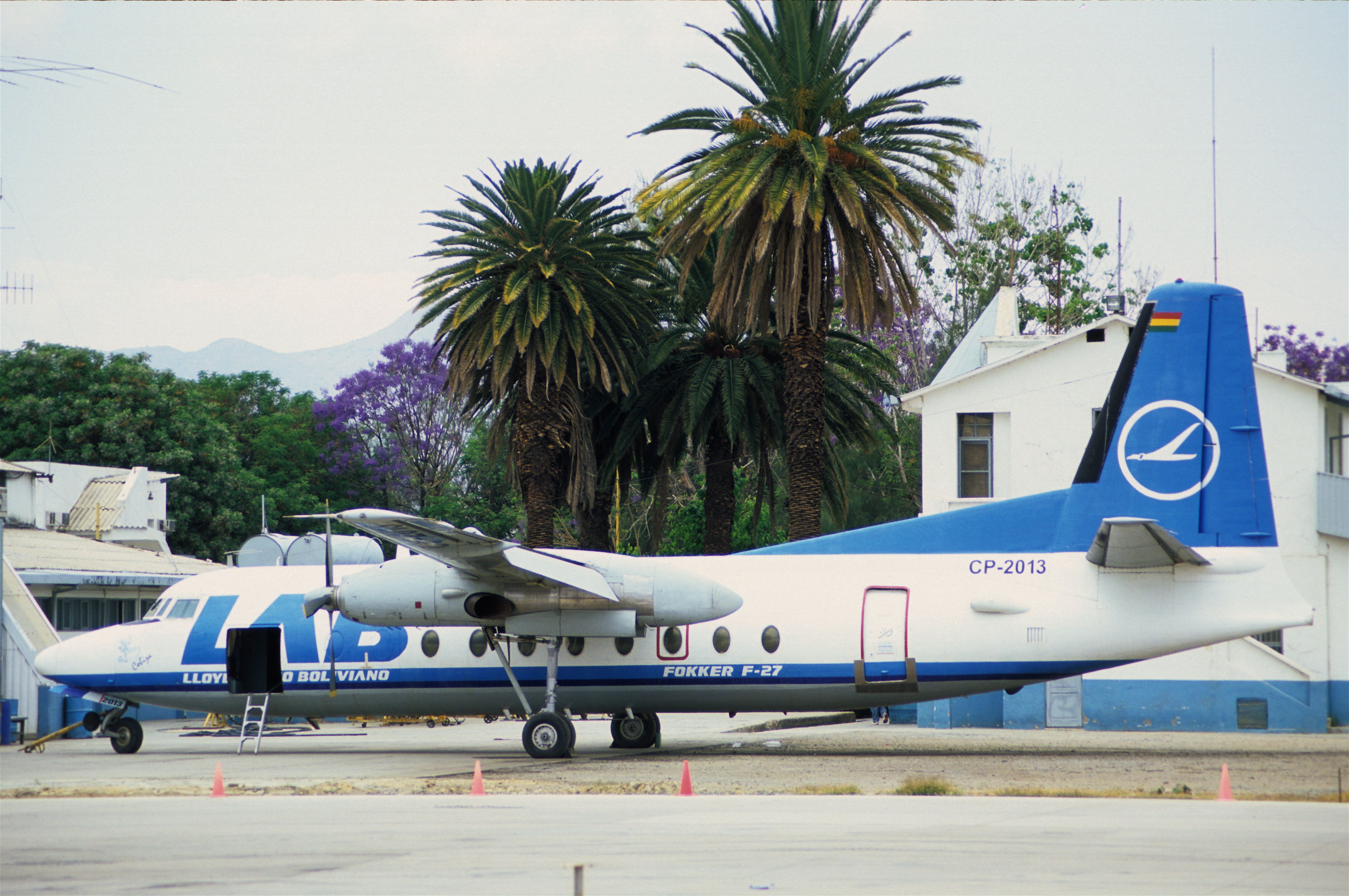
F-27 de Lloyd Aéreo Boliviano con la puerta de carga abierta. Los pasajeros ingresan a la aeronave por la puerta trasera del fuselaje mientras que la carga se almacena en la parte delantera.

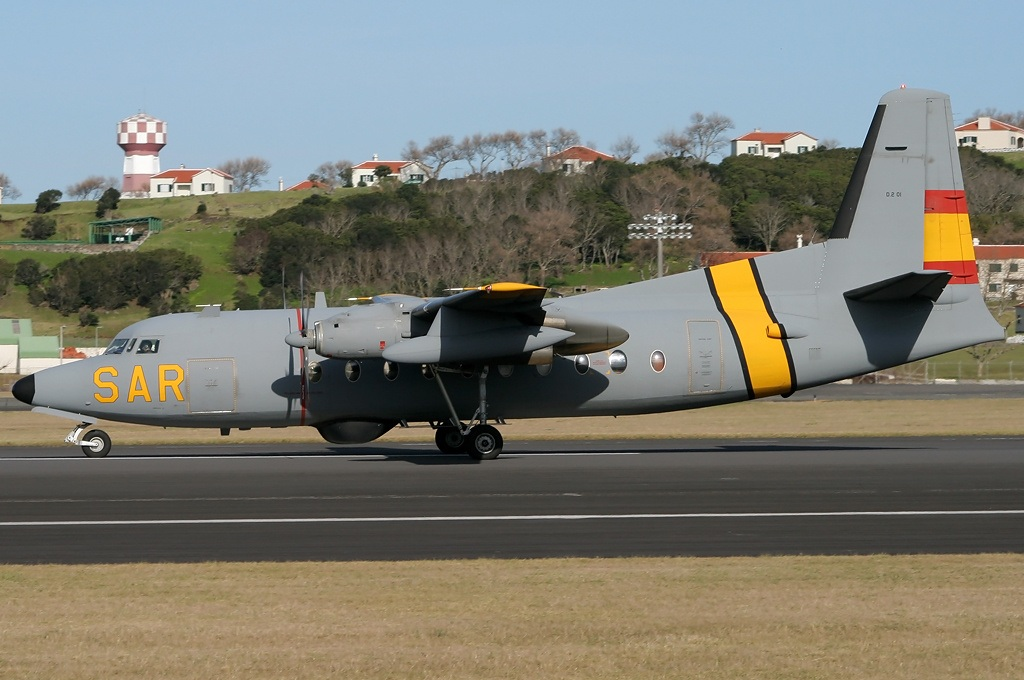
F27 Maritime (F27-200 MAR) del Ejército del Aire de España.

Fokker, que había fabricado excelentes transportes en el período de entreguerras, se dedicó durante algún tiempo después de la Segunda Guerra Mundial a diseñar un aparato de transporte de alcance medio como sustituto del Douglas DC-3. El diseño de 1950 era un avión con capacidad para 32 pasajeros, equipado con dos motores turbohélices Rolls-Royce Dart. Designado como proyecto P.275, en 1952 se le modificó y alargó ligeramente el fuselaje para instalarle una sección circular presurizada. En ese mismo año, el gobierno neerlandés decidió respaldar el proyecto y comenzó el desarrollo y construcción de prototipos.
El modelo fue designado finalmente Fokker F27 y el primero de los dos prototipos (matriculado PH-NIV), voló por primera vez el 24 de noviembre de 1955, propulsado por dos turbohélices Dart 507. De configuración monoplana de ala alta, el F27 tenía tren triciclo retráctil y fuselaje presurizado con capacidad para transportar hasta 28 pasajeros. El segundo prototipo y los primeros aparatos de producción eran 90 cm más largos, mejorando el comportamiento del primer avión y dando espacio para más pasajeros. Estos aviones utilizaban motores Dart Mk 511 más potentes y tenían una capacidad de 32 plazas; este aparato realizó su primer vuelo el 31 de enero de 1957.
Entre las pruebas de ambos prototipos, Fokker llegó a un acuerdo con Fairchild Aircraft para fabricar el F27 en Estados Unidos, donde sería conocido como Fairchild F-27.
El primer F27 Friendship entró en servicio con Aer Lingus en diciembre de 1958, aunque Fairchild se había adelantado en casi tres meses al entrar en servicio el primer Fairchild F27 con West Coast Airlines en septiembre. La compañía norteamericana había modificado la distribución interior del aparato para ampliar su pasaje a 40 asientos; también había incrementado los depósitos de combustible e instalado un radar meteorológico de tamaño ligeramente mayor en el morro; Fokker adoptaría una configuración similar posteriormente. La producción inicial neerlandesa fue designada F27 Mk 100 (Fairchild F-27) provista de dos turbohélices Rolls-Royce Dart RDa.6 Mk 514-7 de 1715 hp. La segunda fue la serie F27 Mk 200 (Fairchild F-27A) con motores Dart RDa.7 Mk 532-7 de 2050 hp. Ambos aparatos tenían una capacidad estándar de 40 asientos, pero llegado el caso podían acomodarse hasta 52 pasajeros.
Las versiones siguientes incluyen al F27 Mk 300 Combiplane (Fairchild F-27B) un aparato de transporte de pasajeros/carguero con planta motriz Mk 100, piso de la cabina reforzado, anillas de sujeción para la estiba y una enorme portezuela de acceso para la carga en el lado de babor. Una versión similar Combiplane del Mk 200 fue designada como F27 Mk 400, no siendo producida por la compañía estadounidense. La siguiente versión fue también una variante del Mk 200 con el fuselaje alargado en 1,50 m. Designado F27 Mk 500, constituyó un fracaso comercial en el campo civil, pero el gobierno francés adquirió 15 ejemplares para el servicio postal nocturno (Postale de Nuit). Los Friendship que operaban en líneas comerciales tenían una capacidad de 52 plazas, ampliables a 60 en caso necesario. Por su parte, Fairchild construyó su propia versión alargada, el Fairchild Hiller FH-227.
La versión Mk 600 combinaba el fuselaje del Mk 200 sin refuerzos en el piso de la cabina con la portezuela de carga de los Mk 300/400 Combiplane. El Mk 600 incorporaba como novedad un mecanismo de rodillos para el cambio rápido de la configuración interna del aparato de transporte de pasajeros a carga. Otras versiones de este polifacético avión son las militares F27 Mk 400M y F27 Mk 500M, siendo la primera de ellas una variante de vigilancia aérea, y el F27 Maritime, utilizado como guardacostas y avión de búsqueda y rescate. El SAR español adquirió tres F27 Maritime, que recibieron la denominación D.2. 
Un avión de este mismo tipo protagonizó el accidente de los jugadores uruguayos de rugby, en los Andes, en 1972, el vuelo Fuerza Aérea Uruguaya 571. También fue uno de este tipo el que protagonizó el accidente de los jugadores de Alianza Lima en el Océano Pacífico en 1987, en la tragedia aérea del Club Alianza Lima.
Muchos aviones han sido modificados desde la versión de pasajeros para operar en el servicio de carga y mensajería rápida.
En la década de 1960, la Fuerza Aérea Argentina decidió incorporar nuevas aeronaves de transporte. Luego de un cuidadoso estudio fue seleccionado el F27 Friendship, el primero de los cuales arribó a Argentina el 9 de agosto de 1968. Continuaron prestando servicios por más de 40 años, hasta el 24 de noviembre de 2016, cuando fueron finalmente dados de baja en una ceremonia realizada en la II Brigada Aérea de la ciudad de Paraná, provincia de Entre Ríos.
Aunque recientemente se los volverá a poner en servicio.
A principios de los años 80, Fokker desarrolló el sustituto del Friendship: el Fokker 50. Aunque se basaba en la estructura del F27-500, el Fokker 50 era un avión nuevo con motores Pratt & Whitney y sistemas modernos. Su rendimiento y comodidad para el pasajero eran mejores que los del F27.

## Variantes

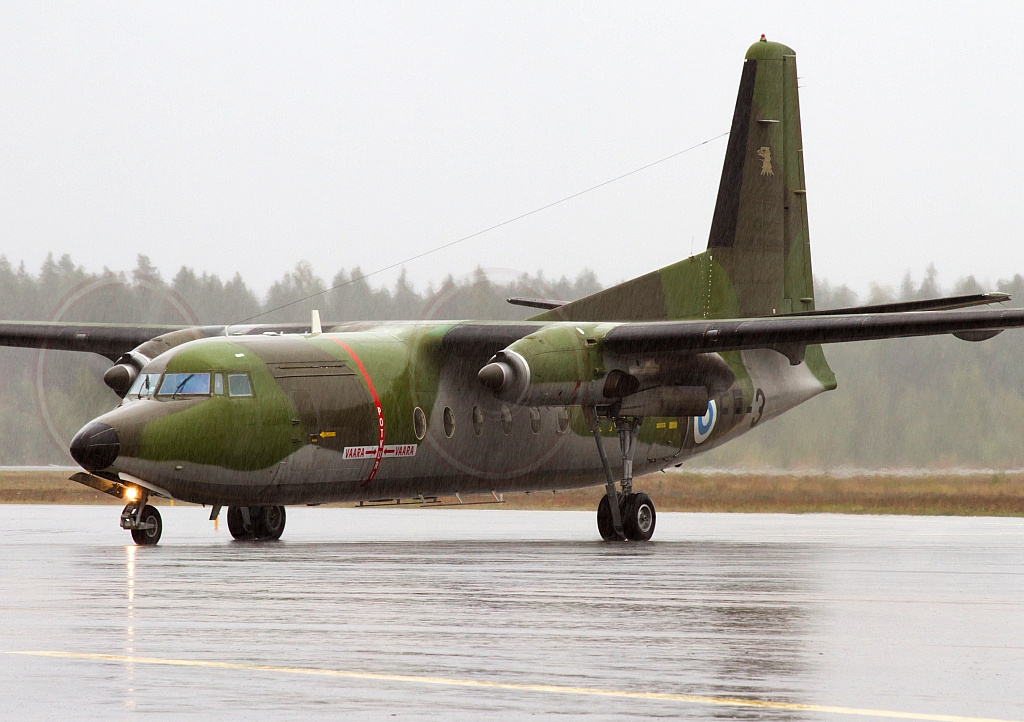
F-27-400M de la Fuerza Aérea Finlandesa en el Aeropuerto de Joensuu.

El primer modelo de producción del Fokker F27, el F27-100, fue entregado en septiembre de 1958 a Aer Lingus.
F27-100
Primer modelo de producción, con capacidad para 44 pasajeros.
F27-200
Modelo de serie con motores Rolls-Royce Dart Mk 536-7 de 2320 hp.
F27-300 Combiplane
Avión civil que combinaba transporte de pasajeros y carga.
F27-300M Troopship
Versión militar para la Fuerza Aérea de los Países Bajos.
F27-400
Versión combinada de pasajeros/carga con dos turbohélice Rolls-Royce Dart 7 y una puerta lateral.
F27-400M
Versión militar, designada por el Ejército de Estados Unidos C-31A Troopship.
F27-500
Variante con fuselaje 1,5 m más largo, motores Dart Mk 528 y capacidad para hasta 52 pasajeros.
F27-500M
Variante de transporte militar del 500.
F27-500F
Variante de transporte de carga.
F27-600
Variante de transporte de pasajeros y carga, con la puerta lateral del 200.
F27-700
Variante del F27-100 con puerta lateral de carga.
F27MAR
Versión de reconocimiento marítimo.
F27 Maritime Enforcer
Versión de reconocimiento marítimo armada.
F-27
Versión construida bajo licencia por Fairchild Hiller en Estados Unidos.
FH-227
Versión del Mk 500 construida por Fairchild.

## Operadores
Mas de 150 aerolíneas en todo el mundo lo utilizaron, como así también las fuerzas armadas de: Argentina, Argelia, Angola, Australia, Bolivia, Chad, Costa de Marfil, Cuba,Ecuador, Estados Unidos, España, Finlandia, Filipinas, Francia, Ghana, Guatemala, Holanda, India, Islandia, Indonesia, Irán, Italia, México, Myanmar, Nueva Zelanda, Nigeria, Pakistán, Perú, Senegal, Sudán, Tailandia, Uruguay y Yemen.

## Especificaciones (F27-400M)

### Características generales
- Tripulación: Dos (pilotos)
- Capacidad: 44 pasajeros o 40 soldados armados o 29 camillas
- Longitud: 23,6 m (77,3 ft)
- Envergadura: 29 m (95,1 ft)
- Altura: 5,4 m (17,7 ft)
- Superficie alar: 70 m² (753,5 ft²)
- Peso vacío: 11 230 kg (24 750,9 lb)
- Peso útil: 8500 kg (18 734 lb)
- Peso máximo al despegue: 19 730 kg (43 484,9 lb)
- Planta motriz: 2× turbohélice Rolls Royce Dart 532-7.
  - Potencia: 1678 kW (2313 HP; 2282 CV) cada uno.

### Rendimiento
- Velocidad máxima operativa (Vno): 475 km/h (295 MPH; 256 kt)
- Velocidad crucero (Vc): 435 km/h (270 MPH; 235 kt)
- Alcance: 1810 km (977 nmi; 1125 mi)
- Radio de acción: km
- Alcance en combate: km
- Alcance en ferry: km
- Techo de vuelo: 9000 m (29 528 ft)

## Aeronaves relacionadas

### Desarrollos relacionados
- Fairchild Hiller FH-227
- Fokker 50

### Aeronaves similares
- Aérospatiale N 262
- NAMC YS-11
- Hawker Siddeley HS 748
- Handley Page Dart Herald
- Antonov An-24

### Secuencias de designación
- Secuencia F_ (interna de Fokker): ←  F.XXIV - F.25 - F26 - F27 - F28 - F.29
- Secuencia C-_ (Aviones de Carga estadounidenses, 1962-presente): ← C-27/J - C-28 - C-29 - C-31 - C-32 - C-33 - C-35 →
- Secuencia D._ (Aeronaves de Salvamento (SAR) del Ejército del Aire español, 1978-presente): D.2 - D.3 - D.4